# Yawning Man
Yawning Man es una banda estadounidense de stoner rock procedente de Palm Desert, California. Aunque la banda fue formada en 1986, no fue hasta 2005 que publicaron su primer álbum, Rock Formations. Es considerada una de las bandas pioneras en la escena de Palm Desert y del sonido stoner.

## Historia
Yawning Man fue fundado en 1986 por el guitarrista Gary Arce y el baterista Alfredo Hernández. Unos meses después ambos se juntaron con los primos Mario y Larry Lalli. El primero se encargó del bajo y Larry entró como segundo guitarrista. El grupo empezó a tocar en jams maratonianas, que estaban abiertas a quien quisiese verlas o participar. La música de Yawning Man influenció a artistas locales como John Garcia, Josh Homme o Brant Bjork, quienes más adelante formarían Kyuss, una de las bandas más importantes del stoner rock:

Yawning Man eran la banda más chunga de todos los tiempos. Estabas simplemente ahí, en el desierto, todo el mundo pasándolo bien y divirtiéndose. Aparecían en su camioneta y, tranquilamente, sacaban su mierda y tocaban hasta que el sol se ponía, a veces simplemente aparecían por allí a beber cervezas o hace una barbacoa. A veces podía ser muy abierto, otras veces podía ser muy íntimo. Era una cosa muy informal y a todo el mundo le gustaba, cuando estaban tocando todo el mundo podía acercarse. Eran, más o menos, como una banda de andar por casa. No eran una banda militante como Black Flag. Era muy narcótico y místico. Todo el mundo volando, y ellos simplemente tocando, durante horas. Oh, son la banda MÁS GRANDE que he visto nunca.
Brant Bjork

Durante este tiempo, Yawning Man grabó entre 30 y 40 canciones que circularon en dos maquetas, pero hasta 2005 no se editaron de forma oficial. Así, en 2005 apareció Rock Formations, una colección de 10 canciones grabadas a finales de 2004. Rock Formations fue editado por el sello español Alone Records, especializado en stoner. Meses más tarde apareció Pot Head, un EP de cuatro canciones.
En 2006 Rock Formations fue reeditado en una edición limitada con un concierto en DVD grabado en el W2 Club (Países Bajos) el 17 de junio de 2005, durante su gira europea.
En 2008 apareció el segundo álbum del grupo: Vista Point. 
En 2015 graban en Buenos Aires, Argentina, su tercer álbum, Historical Graffiti, editado en 2016. Esta sesión fue muy especial; la banda fue invitada a registrar el disco a lo largo de una noche en el legendario Estudio ION, junto a los músicos de Argentinian Tango: Sara Ryan en el violín, Adolfo Trepiana en bandoneón, y Malene Arce en el Mellotron. En ION han registrado sus trabajos algunas de las mayores leyendas musicales del país, como Astor Piazzolla. Este álbum tiene un sonido muy especial y sorprendente, impregnado de la melancolía y la cadencia del tango.

## Integrantes
- Gary Arce – guitarra (1986–presente)
- Mario Lalli – bajo (1986–2005, 2007–2011, 2012–presente)
- Billy Cordell – bajo (2005–2007, 2011–presente)
- Bill Stinson – batería (2012–presente)
- Greg Saenz – batería (2012–presente)

### Otros miembros
- Alfredo Hernández – batería (1986–2012)
- Larry Lalli – guitarra
- Randy Reantaso (†) – percusiones

## Discografía

### Álbumes
- Rock Formations (2005)
- Nomadic Pursuits (2010)
- Historical Graffiti (2016)
- The Revolt Against Tired Noises (2018)
- Macedonian Lines (2019)

### EP
- Pot Head (2005)

### Otros
- Vista Point (2007)
- The Birth of Sol (The Demo Tapes) (2009)